# Lista de episódios de Blossom
A seguir está uma lista de episódios da série de televisão Blossom. O episódio piloto estreou na NBC em 05 de julho de 1990 antes de ser exibida como uma série regular de 3 de Janeiro de 1991 a 22 de maio de 1995. Um total de 114 episódios foram produzidos abrangendo 5 temporadas. 

## Temporadas
| Temporada | Temporada | Episódios | Exibição original      | Exibição original   |
| Temporada | Temporada | Episódios | Primeiro episódio      | Último episódio     |
| --------- | --------- | --------- | ---------------------- | ------------------- |
|           | 1         | 14        | 5 de julho de 1990     | 29 de abril de 1991 |
|           | 2         | 24        | 16 de setembro de 1991 | 4 de maio de 1992   |
|           | 3         | 26        | 10 de agosto de 1992   | 17 de maio de 1993  |
|           | 4         | 28        | 19 de setembro de 1993 | 23 de maio de 1994  |
|           | 5         | 22        | 26 de setembro de 1994 | 22 de maio de 1995  |

## Episódios

### 1ª Temporada: 1991
| # S | # T | Título                          | Diretores    | Roteiristas                       | Data de exibição original | Código de produção |
| --- | --- | ------------------------------- | ------------ | --------------------------------- | ------------------------- | ------------------ |
| 1 | 1   | "Piloto"                        | Terry Hughes | Don Reo                           | 5 de julho de 1990        | Pilot              |
| Blossom ouve seus pais discutindo. Eles dizem a Blossom que eles tem um encontro com um advogado. Blossom sonha sobre como vai ser o divórcio dos seus pais. |     |                                 |              |                                   |                           |                    |
| 2 | 2   | "Blossom Floresce"              | Zane Buzby   | Racelle Rossett Schaefer          | 3 de janeiro de 1991      | 002                |
| Quando Blossom atinge a puberdade, ela pede conselhos à sua melhor amiga Six (Jenna von Oÿ) em vez de sua mãe ausente. Phylicia Rashad aparece em um sonho como a mãe de Blossom. |     |                                 |              |                                   |                           |                    |
| 3 | 3   | "O Protetor da Minha Irmã"      | Zane Buzby   | Bill Richmond                     | 7 de janeiro de 1991      | 007                |
| Blossom vai para o seu primeiro baile de formatura com o amigo de Joey, Bobby (interpretado por Stephen Dorff). Nick não quer que ela saia com ele depois que Joey conta sobre sua reputação com as garotas da escola.                                                                                |     |                                 |              |                                   |                           |                    |
| 4 | 4   | "A Namorada do Papai"           | Zane Buzby   | Judith D. Allison                 | 14 de janeiro de 1991     | 006                |
| Blossom tem problemas com a nova namorada de seu pai. Rhea Perlman aparece em um sonho de Blossom. |     |                                 |              |                                   |                           |                    |
| 5 | 5   | "Quem Manda Aqui?"              | Zane Buzby   | Paul Perlove                      | 21 de janeiro de 1991     | 003                |
| Quando Blossom está no comando da casa por uma semana, enquanto seu pai está em um cruzeiro, ela vê a nova namorada de Tony roubar uma relíquia de família. |     |                                 |              |                                   |                           |                    |
| 6 | 6   | "Sexo, Mentiras e Adolescentes" | Zane Buzby   | Paul Perlove                      | 4 de fevereiro de 1991    | 009                |
| Blossom foge para uma festa de beijos. Johnny Galecki, que atuaria futuramente com Mayim em The Big Bang Theory, aparece neste episódio como par de Blossom na festa de beijos. Tobey Maguire (que 11 anos depois interpretaria o Homem-Aranha) também faz aparição como o rapaz que sai do "quarto". |     |                                 |              |                                   |                           |                    |
| 7 | 7   | "Eu Não Tenho Amiga"            | Zane Buzby   | David Landsberg                   | 11 de fevereiro de 1991   | 005                |
| Six faz amizade com uma nova aluna, e Blossom se sente deixada de fora. Sophia Petrillo (interpretada por Estelle Getty) faz uma aparição em um sonho de Blossom. |     |                                 |              |                                   |                           |                    |
| 8 | 8   | "Lembranças e Memórias"         | Zane Buzby   | Racelle Rossett Schaefer          | 18 de fevereiro de 1991   | 010                |
| Blossom, inspirada por filmes caseiros antigos transferidos para vídeo, convence o pai a levar a família vai para uma cabana à beira do lago. |     |                                 |              |                                   |                           |                    |
| 9 | 9   | "Amor Resistente"               | Zane Buzby   | Brenda Hampton & William C. Kenny | 25 de fevereiro de 1991   | 004                |
| Quando Blossom é enganada para ir ao baile com um nerd da escola, ela culpa a si mesma. Joey quer ganhar sua carteira de motorista. (Participação especial de ALF). |     |                                 |              |                                   |                           |                    |
| 10 | 10  | "Paizão Difícil"                | Zane Buzby   | Josh Goldstein & Jonathan Prince  | 4 de março de 1991        | 008                |
| Tony recebe um ultimato de seu pai: conseguir um emprego ou sair de casa. |     |                                 |              |                                   |                           |                    |
| 11 | 11  | "Que Noite!"                    | Zane Buzby   | Judith D. Allison & Don Reo       | 11 de março de 1991       | 011                |
| Blossom pede a ajuda de Six para chamar uma rapaz para o baile. Tony ajuda um amigo a ficar sóbrio. Joey ajuda Nick com as contas do mês. |     |                                 |              |                                   |                           |                    |
| 12 | 12  | "Confusão Escolar"              | Zane Buzby   | Don Reo                           | 25 de março de 1991       | 001                |
| Blossom planeja cair fora de sua escola particular e ir para uma escola pública. Joey monta esquemas para passar em um teste de história. |     |                                 |              |                                   |                           |                    |
| 13 | 13  | "O Pequeno Dividendo do Papai"  | Zane Buzby   | Nancy Beverly                     | 8 de abril de 1991        | 012                |
| Uma mulher afirma que Nick é o pai de seu filho. Tony se prepara para um encontro às cegas. |     |                                 |              |                                   |                           |                    |
| 14 | 14  | "O Amor é Uma Droga"            | Zane Buzby   | Racelle Rossett Schaefer          | 29 de abril de 1991       | 013                |
| Blossom tem seu coração quebrado quando um cara diz a ela que encontrou outra pessoa. |     |                                 |              |                                   |                           |                    |

### 2ª Temporada: 1991–92
| # S | # T | Título                         | Diretores  | Roteiristas                      | Dada de exibição original | Código de produção |
| --- | --- | ------------------------------ | ---------- | -------------------------------- | ------------------------- | ------------------ |
| 15 | 1   | "Segunda Base"                 | Zane Buzby | Racelle Rossett Schaefer         | 16 de setembro de 1991    | 015                |
| Blossom não sabe se quer que Jimmy vá para a segunda base. Tony se prepara para um terremoto. |     |                                |            |                                  |                           |                    |
| 16 | 2   | "Lá Vem o Buzz!"               | Zane Buzby | Bill Richmond                    | 23 de setembro de 1991    | 014                |
| O autocontrole de Nick é prejudicado quando o seu ex-sogro vem para uma visita. |     |                                |            |                                  |                           |                    |
| 17 | 3   | "O Conjunto"                   | Zane Buzby | Judith D. Allison                | 30 de setembro de 1991    | 016                |
| Nick encontra uma bagana de maconha na casa. |     |                                |            |                                  |                           |                    |
| 18 | 4   | "Estou com a Banda"            | Zane Buzby | Josh Goldstein & Jonathan Prince | 7 de outubro de 1991      | 017                |
| Blossom está em uma viagem da banda da escola, e Nick teme que Anthony esteja desorientado de novo. |     |                                |            |                                  |                           |                    |
| 19 | 5   | "Honra?"                       | Zane Buzby | J.J. Wall                        | 14 de outubro de 1991     | 018                |
| Joey cola na prova e entra na aula de Inglês avançado. Um velho amigo de Blossom espalha um boato de que ela é uma "garota safada". |     |                                |            |                                  |                           |                    |
| 20 | 6   | "Para Dizer a Verdade"         | Zane Buzby | Glen Merzer                      | 21 de outubro de 1991     | 020                |
| Blossom tem uma quedinha por um garoto, que está interessado em Six. Tony teme que seus problemas com drogas arruínem sua entrevista de emprego. |     |                                |            |                                  |                           |                    |
| 21 | 7   | "Intervenção"                  | Zane Buzby | Judith D. Allison & Don Reo      | 4 de novembro de 1991     | 021                |
| Tony acha que o amigo de Joey pode estar ficando viciado. Nick perde um telefonema importante. |     |                                |            |                                  |                           |                    |
| 22 | 8   | "Corra Para a Fronteira"       | Zane Buzby | Brenda Hampton                   | 11 de novembro de 1991    | 022                |
| Joey se apaixona por uma colega que só sabe falar espanhol. Six está preocupada porque seus pais estão se divorciando. Tony salva a vida de um famoso fotógrafo. |     |                                |            |                                  |                           |                    |
| 23 | 9   | "Rockumentário"                | Zane Buzby | Judith D. Allison & Don Reo      | 18 de novembro de 1991    | 023                |
| Blossom sonha que é uma famosa cantora, quando cai no sono enquanto assistia Madonna: Truth or Dare. |     |                                |            |                                  |                           |                    |
| 24 | 10  | "Expectativas"                 | Zane Buzby | Don Reo & Judith D. Allison      | 25 de novembro de 1991    | 019                |
| Quando Nick traz para casa um novo interesse amoroso, todo mundo tem fantasias bizarras sobre ela. |     |                                |            |                                  |                           |                    |
| 25 | 11  | "Não Vá Para Casa"             | Zane Buzby | Portian Iversen                  | 2 de dezembro de 1991     | 024                |
| Six e Blossom esperam que seus pais solteiros vão se apaixonar. |     |                                |            |                                  |                           |                    |
| 26 | 12  | "Esta Casa Está Velha"         | Zane Buzby | Racelle Rossett Schaefer         | 9 de dezembro de 1991     | 025                |
| Nick considera a venda da casa, quando ele não pode fazer os pagamentos. |     |                                |            |                                  |                           |                    |
| 27 | 13  | "É Uma Vida Miserável"         | Zane Buzby | Don Reo                          | 16 de dezembro de 1991    | 026                |
| A greve dos músicos faz Nick assumir um emprego em uma loja de shopping durante o Natal. |     |                                |            |                                  |                           |                    |
| 28 | 14  | "O Exame"                      | Zane Buzby | Susan Tenney                     | 6 de janeiro de 1992      | 027                |
| Six sofre de SAE (Síndrome de Ansiedade em Exames). Tony e Buzz vão às corridas. |     |                                |            |                                  |                           |                    |
| 29 | 15  | "O Professor Quente"           | Zane Buzby | Josh Goldstein & Jonathan Prince | 13 de janeiro de 1992     | 028                |
| Blossom tem uma queda por um professor substituto muito bem casado. |     |                                |            |                                  |                           |                    |
| 30 | 16  | "Três Horas e Está um Inferno" | Zane Buzby | Brenda Hampton                   | 20 de janeiro de 1992     | 029                |
| Durante uma aula de gestão doméstica, Blossom faz par com um cara durão, o que desperta ciúmes na namorada dele. Nick é entrevistado pelo jornal da sua antiga escola. Tony tem medo de ter uma recaída quando ele toma medicamentos para dor de dente. Nota: Episódio dublado na Sincrovídeo, apesar de ser do fim da temporada. |     |                                |            |                                  |                           |                    |
| 31 | 17  | "Os Perdedores Ganham"         | Zane Buzby | J.J. Wall                        | 10 de fevereiro de 1992   | 031                |
| Blossom tem problemas de falar em público. Tony salva a vida da Miss Junho. Nick vai participar de um clipe da Paula Abdul. Nota: Episódio dublado na Sincrovídeo, apesar de ser do fim da temporada. |     |                                |            |                                  |                           |                    |
| 32 | 18  | "A Carta"                      | Zane Buzby | Don Reo & Judith D. Allison      | 17 de fevereiro de 1992   | 033                |
| O aniversário de 40 anos da mamãe está chegando, e a família faz um cartão de aniversário em vídeo. |     |                                |            |                                  |                           |                    |
| 33 | 19  | "Acorde, Pequena Susie"        | Ted Wass   | Portia Iversen                   | 24 de fevereiro de 1992   | 034                |
| Uma menina mais velha usa Blossom, quando quer ir a um encontro. Participação especial de Hilary Banks (Karyn Parsons). |     |                                |            |                                  |                           |                    |
| 34 | 20  | "Você Tem Que Se Lembrar"      | Zane Buzby | Eve Needleman                    | 2 de março de 1992        | 035                |
| Blossom e Six esperam na fila para os ingressos do C+C Music Factory. Joey consegue um emprego como babá. Uma colega de trabalho é hostil com Anthony. |     |                                |            |                                  |                           |                    |
| 35 | 21  | "Convidados da Casa"           | Zane Buzby | Glen Merzer                      | 23 de março de 1992       | 032                |
| Six e sua mãe vão ficar na casa Russo enquanto a casa delas está sendo dedetizada por um exterminador. Um menino de 12 anos de idade tem uma queda por Blossom. |     |                                |            |                                  |                           |                    |
| 36 | 22  | "Lamentações e Delírios"       | Zane Buzby | Jonathan Schmock                 | 6 de abril de 1992        | 030                |
| Blossom foge para um grande show de rock. Nick passa a noite com um cantor de música country. |     |                                |            |                                  |                           |                    |
| 37 | 23  | "Educação de Motorista"        | Zane Buzby | Shelley Karol                    | 27 de abril de 1992       | 036                |
| Blossom chora para passar no teste de direção. Joey está sendo assediado sexualmente por sua chefe. |     |                                |            |                                  |                           |                    |
| 38 | 24  | "Febre de Primavera"           | Zane Buzby | Brenda Hampton                   | 4 de maio de 1992         | 037                |
| Joey e Six são os únicos sem encontros. |     |                                |            |                                  |                           |                    |

### 3ª Temporada: 1992–93
| # S | # T | Título                           | Diretores       | Roteiristas                      | Data de exibição original | Código de produção |
| --- | --- | -------------------------------- | --------------- | -------------------------------- | ------------------------- | ------------------ |
| 39 | 1   | "Fugindo"                        | Bill Bixby      | Don Reo                          | 10 de agosto de 1992      | 038                |
| Nick descobre que Blossom fugiu com Vinnie. |     |                                  |                 |                                  |                           |                    |
| 40 | 2   | "Querida Mamãe"                  | Bill Bixby      | Don Reo                          | 17 de agosto de 1992      | 039                |
| Blossom escreve para sua mãe sobre Vinnie e a família. Nota: Episódio dublado na Sincrovídeo. |     |                                  |                 |                                  |                           |                    |
| 41 | 3   | "Nenhuma Cura Para o Amor"       | Ted Wass        | Glen Merzer                      | 24 de agosto de 1992      | 042                |
| Tony fica deprimido quando ele termina com Rhonda. Vinnie sugere que ele e Blossom devem ver outras pessoas. Uma menina com a qual Joey rompe sofre um acidente, e ele acha que a culpa é dele.                                                              |     |                                  |                 |                                  |                           |                    |
| 42 | 4   | "Qual é o Preço do Amor?"        | Bill Bixby      | Eve Needleman                    | 14 de setembro de 1992    | 041                |
| Joey contrata um serviço de acompanhantes. A amizade de Blossom com Six é ameaçada por um novo romance. |     |                                  |                 |                                  |                           |                    |
| 43 | 5   | "As Crônicas de Joey"            | Bill Bixby      | Don Reo                          | 21 de setembro de 1992    | 040                |
| Joey escreve uma história sobre si mesmo, mas se distrai com fantasias de mulheres bonitas. Vinnie quer sair com sua ex-namorada. |     |                                  |                 |                                  |                           |                    |
| 44 | 6   | "Crianças"                       | Bill Bixby      | Don Reo                          | 28 de setembro de 1992    | 043                |
| Vinnie está em coma após um acidente de moto. |     |                                  |                 |                                  |                           |                    |
| 45 | 7   | "Só Quando eu Rio"               | Bill Bixby      | Bill Richmond                    | 5 de outubro de 1992      | 045                |
| Blossom e Six querem obter identidades falsas para entrar em um clube. Tony quer ter o funeral de um paciente em casa. |     |                                  |                 |                                  |                           |                    |
| 46 | 8   | "Eu Matei Chico Barranca"        | Bill Bixby      | J.J. Wall                        | 12 de outubro de 1992     | 046                |
| Blossom e Six são presas por vender artigos roubados em uma venda de garagem. Um olheiro de beisebol visita Joey. |     |                                  |                 |                                  |                           |                    |
| 47 | 9   | "Festa de Halloween"             | Bill Bixby      | Brenda Hampton                   | 26 de outubro de 1992     | 048                |
| Nick, Tony e Buzz, vestidos como uma banda de rock feminina, têm o seu carro quebrado do lado de fora de um bar muito macho. |     |                                  |                 |                                  |                           |                    |
| 48 | 10  | "Falcatrua do Presidente"        | Bill Bixby      | George Tricker                   | 2 de novembro de 1992     | 044                |
| Blossom e o popular Eddie Warwick se candidatam a presidente do conselho estudantil. |     |                                  |                 |                                  |                           |                    |
| 49 | 11  | "Minha Garota"                   | Bill Bixby      | Shelley Karol                    | 16 de novembro de 1992    | 049                |
| Blossom filma a sua família. Joey acha que foi trocado no momento do nascimento. |     |                                  |                 |                                  |                           |                    |
| 50 | 12  | "Festa de Fraternidade"          | Bill Bixby      | J.J. Wall                        | 23 de novembro de 1992    | 052                |
| Blossom e Six participam de uma festa da fraternidade. Blossom mais tarde acorda seminua na cama de um garoto de fraternidade. Apartamento de Rhonda está sendo dedetizado, então ela vai morar com Tony. Joey se apaixona por sua professora de matemática. |     |                                  |                 |                                  |                           |                    |
| 51 | 13  | "Trocando de Religião"           | Bill Bixby      | Josh Goldstein & Jonathan Prince | 7 de dezembro de 1992     | 047                |
| Six está pensando em ter relações sexuais com seu novo namorado. Blossom procura informações sobre o Judaísmo com um rabino. Joey e Anthony compram um carro juntos.                                                                                         |     |                                  |                 |                                  |                           |                    |
| 52 | 14  | "Rubi"                           | Bill Bixby      | Bill Richmond                    | 21 de dezembro de 1992    | 051                |
| Buzz incentiva Blossom para ir para Harvard, contando sobre a Segunda Guerra Mundial. |     |                                  |                 |                                  |                           |                    |
| 53 | 15  | "A Última Risada"                | Ted Wass        | Susan Tenney                     | 4 de janeiro de 1993      | 054                |
| Nick namora uma comediante de Stand up, mas fica chateado quando ela caçoa dele no The Arsenio Hall Show. Joey se apaixona por uma sobrinha de Rhonda. Blossom e Six fazem um vídeo sobre Sexo seguro, mas ele é rejeitado pelo diretor.                     |     |                                  |                 |                                  |                           |                    |
| 54 | 16  | "Tempo"                          | Bill Bixby      | Don Reo                          | 11 de janeiro de 1993     | 053                |
| Joey recebe uma carta de aceitação da faculdade, mas está muito nervoso para abri-la. Blossom e Six refletem sobre a passagem do tempo. |     |                                  |                 |                                  |                           |                    |
| 55 | 17  | "Carros, Naufrágios e Casamento" | Ted Wass        | J.J. Wall                        | 18 de janeiro de 1993     | 056                |
| Blossom acompanha Six em uma aula prática de direção. Buzz se casa. Duas modelos bonitos visitam Joey, mas ninguém acredita nele. |     |                                  |                 |                                  |                           |                    |
| 56 | 18  | "Trem do Mistério"               | Bill Bixby      | Don Reo                          | 1 de fevereiro de 1993    | 057                |
| Nick recebe a visita de um velho amigo. Vinnie termina com Blossom no baile. Joey e Tony vêem um OVNI. |     |                                  |                 |                                  |                           |                    |
| 57 | 19  | "Dos Ratos e dos Homens"         | Bill Bixby      | Jonathan Schmock                 | 8 de fevereiro de 1993    | 059                |
| Nick recebe uma proposta de trabalho na Disneylândia como um imitador de Elvis. Blossom vê Vinnie com sua prima. |     |                                  |                 |                                  |                           |                    |
| 58 | 20  | "Filmes de Estudantes"           | Jonathan Prince | Josh Goldstein & Jonathan Prince | 15 de fevereiro de 1993   | 058                |
| A família assiste aos filmes estudantis que fizeram. |     |                                  |                 |                                  |                           |                    |
| 59 | 21  | "Vista-se em Cima"               | Bill Bixby      | Brenda Hampton                   | 22 de fevereiro de 1993   | 060                |
| Blossom descobre que Vinnie não é virgem. Joey namora uma garota grávida. |     |                                  |                 |                                  |                           |                    |
| 60 | 22  | "Acabou a Excitação"             | Ted Wass        | Don Reo                          | 1 de março de 1993        | 055                |
| A mãe de Blossom reflete sobre seu rompimento com Nick. |     |                                  |                 |                                  |                           |                    |
| 61 | 23  | "Você Fez o Quê?"                | Bill Bixby      | Judith D. Allison                | 12 de abril de 1993       | 062                |
| As crianças ajudam Nick com seus problemas financeiros. Joey vende cartões de beisebol. Tony tenta vender cosméticos por telefone. |     |                                  |                 |                                  |                           |                    |
| 62 | 24  | "Comédia de Situação"            | Bill Bixby      | Don Reo                          | 3 de maio de 1993         | 050                |
| Nick e um amigo lançam uma sitcom baseada na família Russo, mas Six fica escalada como Blossom. |     |                                  |                 |                                  |                           |                    |
| 63 | 25  | "Fome"                           | Bill Bixby      | Glen Merzer                      | 10 de maio de 1993        | 061                |
| Blossom pensa que Six pode ter bulimia. |     |                                  |                 |                                  |                           |                    |
| 64 | 26  | "Paris"                          | Bill Bixby      | David Reo                        | 17 de maio de 1993        | 063                |
| Blossom quer visitar sua mãe em Paris. |     |                                  |                 |                                  |                           |                    |

### 4ª Temporada: 1993–94
| # S | # T | Título                             | Diretores                | Roteiristas                      | Data de exibição original | Código de produção |
| --- | --- | ---------------------------------- | ------------------------ | -------------------------------- | ------------------------- | ------------------ |
| 65 | 1   | "Blossom em Paris - Parte 1"       | John Whitesell           | Judith D. Allison & Don Reo      | 19 de setembro de 1993    | 064                |
| Blossom chega a Paris para visitar sua mãe. Joey e Tony começam a trabalhar no correio aéreo de Paris. |     |                                    |                          |                                  |                           |                    |
| 66 | 2   | "Blossom em Paris - Parte 2"       | John Whitesell           | Judith D. Allison & Don Reo      | 19 de setembro de 1993    | 065                |
| Blossom encontra um novo namorado em Paris. |     |                                    |                          |                                  |                           |                    |
| 67 | 3   | "Blossom em Paris - Parte 3"       | John Whitesell           | Judith D. Allison & Don Reo      | 19 de setembro de 1993    | 066                |
| Vinnie visita Blossom em Paris. Tony e Joey são seguidos por uma pessoa misteriosa. Nick passa a noite com a mãe de Six. |     |                                    |                          |                                  |                           |                    |
| 68 | 4   | "Blossom em Paris - Parte 4"       | John Whitesell           | Judith D. Allison & Don Reo      | 19 de setembro de 1993    | 067                |
| Blossom vai decidir se deve ficar em Paris com a mãe ou para voltar para casa. |     |                                    |                          |                                  |                           |                    |
| 69 | 5   | "Transições"                       | Bill Bixby               | Judith D. Allison & Don Reo      | 27 de setembro de 1993    | 068                |
| Joey e seu pai vão pescar juntos. Blossom descobre que Six está ingerindo bebidas alcoólicas. |     |                                    |                          |                                  |                           |                    |
| 70 | 6   | "Beijar e Contar"                  | Bill Bixby               | Brenda Hampton                   | 4 de outubro de 1993      | 069                |
| Maddy regressa com a intenção de ficar. Six passeia junto com Tony e um irritadiço Técnico de Emergência Médica. |     |                                    |                          |                                  |                           |                    |
| 71 | 7   | "Six e Sonny"                      | Bill Bixby               | J.J. Wall                        | 11 de outubro de 1993     | 072                |
| Six vira noiva de um ex-presidiário casado chamado Sonny (David Schwimmer), dez anos mais velho do que ela. O presidente escreve uma carta para Joey, pedindo o seu conselho. Vinnie e Tony configuram uma conexão a cabo ilegal. |     |                                    |                          |                                  |                           |                    |
| 72 | 8   | "O Dilema"                         | Bill Bixby               | J.J. Wall                        | 18 de outubro de 1993     | 073                |
| Six foge com Sonny. |     |                                    |                          |                                  |                           |                    |
| 73 | 9   | ".38 Especial"                     | Ted Wass                 | David Reo                        | 25 de outubro de 1993     | 071                |
| Blossom vê uma arma na escola. Joey encontra um palhaço alcoólatra. |     |                                    |                          |                                  |                           |                    |
| 74 | 10  | "A Hora de Cinquenta Minutos"      | Bill Bixby               | Josh Goldstein & Jonathan Prince | 1 de novembro de 1993     | 070                |
| Nick vai no consultório de um psiquiatra e se lembra dos bons velhos tempos. |     |                                    |                          |                                  |                           |                    |
| 75 | 11  | "Romance Verdadeiro"               | Bill Bixby               | Rob LaZebnik                     | 8 de novembro de 1993     | 075                |
| Tony e Joey visitam a Mansão Playboy. Blossom escreve um romance para pagar por sua educação universitária. |     |                                    |                          |                                  |                           |                    |
| 76 | 12  | "Falando Sobre Sexo"               | Bill Bixby               | Bill Richmond                    | 15 de novembro de 1993    | 074                |
| Blossom sente que Vinnie não está mais interessado nela. Six tenta seduzir Joey. Nick descobre que sua namorada já fez sexo com Tony.                                                                                             |     |                                    |                          |                                  |                           |                    |
| 77 | 13  | "Grandes Acontecimentos - Parte 1" | Ted Wass                 | J.J. Wall                        | 22 de novembro de 1993    | 076                |
| Em Las Vegas, Tony começa a beber novamente. A família tenta aceitar a nova namorada de Nick. Enquanto isso, Six tenta descobrir se está grávida.                                                                                 |     |                                    |                          |                                  |                           |                    |
| 78 | 14  | "Grandes Acontecimentos - Parte 2" | Ted Wass                 | J.J. Wall                        | 29 de novembro de 1993    | 077                |
| Depois de uma noite de bebedeira, Tony descobre que está casado. Vinnie propõe casamento a Blossom. |     |                                    |                          |                                  |                           |                    |
| 79 | 15  | "A Copiadora"                      | Ted Wass                 | Glenn Merzer                     | 13 de dezembro de 1993    | 081                |
| Uma nova aluna imita Blossom. Tony se assemelha a um personagem no livro de Shelley. |     |                                    |                          |                                  |                           |                    |
| 80 | 16  | "O Afortunado"                     | Bill Bixby               | Brenda Hampton                   | 10 de janeiro de 1994     | 078                |
| Blossom percebe que Nick está apaixonado por Carol. Joey se preocupa se o sexo vai estragar o relacionamento com sua nova namorada.                                                                                               |     |                                    |                          |                                  |                           |                    |
| 81 | 17  | "Carne"                            | Bill Bixby & Selig Frank | Glen Merzer                      | 24 de janeiro de 1994     | 079                |
| Blossom e seu supervisor estão em um abrigo. Nick torna-se um vegetariano. |     |                                    |                          |                                  |                           |                    |
| 82 | 18  | "Encontro Duplo"                   | Joe Bergen               | Glen Merzer                      | 31 de janeiro de 1994     | 080                |
| Six tem um encontro com Gordon "Gordo" McCain (Scott Wolf). Um colega gay é o admirador secreto de Joey. O Sogro de Tony descobre que Nick foi preso na década de 1970.                                                           |     |                                    |                          |                                  |                           |                    |
| 83 | 19  | "A Praia - Parte 1"                | Peter Baldwin            | Jonathan Schmock                 | 14 de fevereiro de 1994   | 084                |
| Uma paródia dos filmes de praia dos anos 60. |     |                                    |                          |                                  |                           |                    |
| 84 | 20  | "A Praia - Parte 2"                | Peter Baldwin            | Jonathan Schmock                 | 21 de fevereiro de 1994   | 085                |
| Fabian, Phyllis Diller e Jimmie Walker se juntam à festa a fantasia de Blossom na praia. |     |                                    |                          |                                  |                           |                    |
| 85 | 21  | "Uma Pequena Ajuda de Meus Amigos" | Peter Baldwin            | Jonathan Schmock                 | 28 de fevereiro de 1994   | 083                |
| Um colega de Joey está usando esteroides, então ele fala com seu amigo imaginário de infância, Mr. T, para obter ajuda. Blossom tem que ser babá da filha de Carol, mas é convidado a um show.                                    |     |                                    |                          |                                  |                           |                    |
| 86 | 22  | "Nossas Cenas Favoritas"           | Peter Baldwin            | Judith D. Allison                | 14 de março de 1994       | 091                |
| Os membros do elenco da série escolhem suas cenas favoritas. |     |                                    |                          |                                  |                           |                    |
| 87 | 23  | "A Depressão de Blossom"           | Peter Baldwin            | Brenda Hampton                   | 19 de março de 1994       | 087                |
| Blossom se sente triste quando seu aniversário de 17 anos chega. Joey escreve uma carta para Hillary Clinton. O ex de Carol tem uma proposta estranha para Nick. Shelly não contou a seu primo que Tony é branco.                 |     |                                    |                          |                                  |                           |                    |
| 88 | 24  | "Sexo, Mentiras e a Sra. Peterson" | Peter Baldwin            | Roger Garrett                    | 2 de abril de 1994        | 082                |
| Blossom e Tony tentam unir Buzz com a irritadiça Sra. Peterson. |     |                                    |                          |                                  |                           |                    |
| 89 | 25  | "Sete Pecados Capitais"            | Peter Baldwin            | Glenn Merzer                     | 9 de abril de 1994        | 089                |
| Dois estrangeiros em um disco voador (vozes de Joseph Lawrence e Michael Stoyanov) escolhem a casa Russo para as suas observações do comportamento humano.                                                                        |     |                                    |                          |                                  |                           |                    |
| 90 | 26  | "Acerto de Contas"                 | Joe Bergen               | Brenda Hampton                   | 2 de maio de 1994         | 086                |
| Joey se lembra das promessas quebradas. Rhonda retorna inesperadamente. Nick leva Blossom e Six para o Drive-in. |     |                                    |                          |                                  |                           |                    |
| 91 | 27  | "O Último Tango"                   | Peter Baldwin            | Jonathan Schmock                 | 9 de maio de 1994         | 088                |
| Vinnie é aceito em uma Ivy League. Six é escoltada ao baile por um estudante estrangeiro nerd com um talento escondido. Nick e Carol agem como adolescentes apaixonados.                                                          |     |                                    |                          |                                  |                           |                    |
| 92 | 28  | "Graduação"                        | Peter Baldwin            | Glen Merzer & Jonathan Schmock   | 23 de maio de 1994        | 090                |
| Vinnie quer anunciar seu noivado com Blossom, mas Blossom perde o anel. Joey está em uma equipe de beisebol profissional. |     |                                    |                          |                                  |                           |                    |

### 5ª Temporada: 1994–95
| # S | # T | Título                                 | Diretores  | Escritores                  | Data de exibição original | Código de produção |
| --- | --- | -------------------------------------- | ---------- | --------------------------- | ------------------------- | ------------------ |
| 93 | 1   | "Uma Nova Vida - Parte 1"              | Gil Junger | Judith D. Allison & Don Reo | 26 de setembro de 1994    | 092                |
| Carol e Kennedy se mudam. Tony e Shelley vão embora. Joey vai para a estrada com a equipe de baseball.                                         |     |                                        |            |                             |                           |                    |
| 94 | 2   | "Uma Nova Vida - Parte 2"              | Gil Junger | Judith D. Allison & Don Reo | 3 de outubro de 1994      | 093                |
| Blossom foge para se juntar a Joey. |     |                                        |            |                             |                           |                    |
| 95 | 3   | "Amor Fofinho"                         | Gil Junger | Allan Katz                  | 10 de outubro de 1994     | 094                |
| Joey se recusa a assumir Blossom como sua companheira de equipe.                                                                               |     |                                        |            |                             |                           |                    |
| 96 | 4   | "Seu Novo Planeta"                     | Gil Junger | Jonathan Schmock            | 17 de outubro de 1994     | 095                |
| Joey começa a ser tratado como estrela. |     |                                        |            |                             |                           |                    |
| 97 | 5   | "O Casamento"                          | Gil Junger | Judith D. Allison & Don Reo | 24 de outubro de 1994     | 098                |
| O dia do casamento de Nick e Carol chega. |     |                                        |            |                             |                           |                    |
| 98 | 6   | "Escrevendo os Erros"                  | Ted Wass   | Susan Seeger                | 31 de outubro de 1994     | 097                |
| Blossom tem um trabalho escolar, no qual ela pode se expressar de qualquer forma que ela escolher.                                             |     |                                        |            |                             |                           |                    |
| 99 | 7   | "Podre, Sujo e Vigarista"              | Gil Junger | Dan Cohen & E.J. Pratt      | 7 de novembro de 1994     | 096                |
| Blossom é babá de Kennedy e sua amiga. Joey é abordado por fãs de beisebol.                                                                    |     |                                        |            |                             |                           |                    |
| 100 | 8   | "O Jogo que Você Joga Amanhã"          | Gil Junger | Jonathan Schmock            | 14 de novembro de 1994    | 099                |
| Blossom e Six não são aceitos na mesma faculdade. Joey enfrenta sua primeira crise de rebatidas. Shelley está começando a ter contrações.      |     |                                        |            |                             |                           |                    |
| 101 | 9   | "Blossom Gump"                         | Ted Wass   | Allan Katz                  | 21 de novembro de 1994    | 101                |
| Blossom dá conselhos à Madonna e Michael Jackson como Blossom Gump.                                                                            |     |                                        |            |                             |                           |                    |
| 102 | 10  | "Oh, Baby"                             | Ted Wass   | Brenda Hampton              | 28 de novembro de 1994    | 100                |
| Blossom, Six e Joey tentam levar Shelley para o hospital. Tony está sendo mantido preso com uma arma em sua ambulância.                        |     |                                        |            |                             |                           |                    |
| 103 | 11  | "Rituais de Acasalamento"              | Ted Wass   | Susan Seeger                | 9 de janeiro de 1995      | 104                |
| Blossom foge para uma festa. |     |                                        |            |                             |                           |                    |
| 104 | 12  | "Oi, Diddly Dee"                       | Gil Junger | Dan Cohen & F.J. Pratt      | 16 de janeiro de 1995     | 102                |
| Blossom vai às audições de um famoso diretor de palco.                                                                                         |     |                                        |            |                             |                           |                    |
| 105 | 13  | "Um Beijo é Apenas um Beijo"           | Ted Wass   | Allan Katz                  | 23 de janeiro de 1995     | 105                |
| Blossom tenta ficar um tempo sozinha com seu novo namorado.                                                                                    |     |                                        |            |                             |                           |                    |
| 106 | 14  | "Quem Não Está em Primeiro Lugar"      | Ted Wass   | Brian Herskowitz            | 6 de fevereiro de 1995    | 106                |
| Nick tem dor nas costas e Six tenta ajudá-lo. Joey sonha que está no Jeopardy! contra Blossom e Albert Einstein.                               |     |                                        |            |                             |                           |                    |
| 107 | 15  | "Aconteceu Naquela Noite"              | Ted Wass   | Dorie D'Amore               | 13 de fevereiro de 1995   | 107                |
| Blossom concorda em sair com o filho de um velho amigo de Nick. Joey e Six ficam presos por causa de uma Enchente relâmpago.                   |     |                                        |            |                             |                           |                    |
| 108 | 16  | "Uma Mente Com Coração Próprio"        | Gil Junger | Dan Cohen & F.J. Pratt      | 20 de fevereiro de 1995   | 108                |
| Vinnie quer se transferir para a UCLA, porque ele sente falta de Blossom.                                                                      |     |                                        |            |                             |                           |                    |
| 109 | 17  | "O Encontro"                           | Allan Katz | Allan Katz                  | 27 de fevereiro de 1995   | 109                |
| Blossom é assaltada por seu par em um encontro.                                                                                                |     |                                        |            |                             |                           |                    |
| 110 | 18  | "A Despedida"                          | Gil Junger | Judith D. Allison & Don Reo | 6 de março de 1995        | 103                |
| Tony finalmente se muda de casa. Ele, Shelley e Nash vão para o leste.                                                                         |     |                                        |            |                             |                           |                    |
| 111 | 19  | "A Estrela Nua"                        | Gil Junger | Brian Herskowitz            | 13 de março de 1995       | 110                |
| Blossom é convidada para o papel principal de um filme dirigido por Talia Shire, mas ela tem que aparecer nua.                                 |     |                                        |            |                             |                           |                    |
| 112 | 20  | "A Nota"                               | Gil Junger | Dorie D'Amore               | 20 de março de 1995       | 111                |
| Blossom recebe uma nota menor do que a que ela acha que merece e se recusa a aceitá-la.                                                        |     |                                        |            |                             |                           |                    |
| 113 | 21  | "Muitos Acontecimentos em Pouco Tempo" | Ted Wass   | Susan Seeger                | 22 de maio de 1995        | 112                |
| Joey propõe casamento à Melanie. Nick decide vender a casa. Carol descobre que está grávida. Blossom consegue seu primeiro emprego de verdade. |     |                                        |            |                             |                           |                    |
| 114 | 22  | "Adeus"                                | Ted Wass   | Judith D. Allison & Don Reo | 22 de maio de 1995        | 113                |
| Blossom, Joey e Six não querem possíveis compradores para a casa.                                                                              |     |                                        |            |                             |                           |                    |